# Януш III Мазовецкий
Януш III Мазовецкий (пол. Janusz III (Janusz);(1502 — 9/10 марта 1526) — князь варшавский (1503—1526), черский (1503—1526) и мазовецкий (1503—1526), младший сын князя мазовецкого Конрада III Рыжего и Анны Николаевны Радзивилл. Последний мужской представитель мазовецкой линии Пястов.

## Биография
В октябре 1503 года после смерти своего отца, князя мазовецкого Конрада Рыжего, малолетний Януш вместе со старшим братом Станиславом получили в совместное владение Мазовецкое княжество. Из-за малолетства обоих братьев с 1503 по 1518 год регентшей в княжестве была их мать Анна Радзивилл, вдова Конрада Рыжего. С 1518 года братья Януш и Станислав стали самостоятельно править в Мазовии. Однако их мать Анна Радзивилл обладала реальной властью вплоть до своей смерти в марте 1522 года. В 1519—1520 годах князья-соправители Станислав и Януш Мазовецкие участвовали на стороне Польши в войне против Тевтонского Ордена.
В августе 1524 года после смерти своего старшего брата и соправителя Станислава, Януш стал единовластным князем в Мазовии. В марте 1526 года 24-летний князь варшавский, черский и мазовецкий Януш III скончался, не оставив после себя потомства. После смерти последнего мазовецкого князя из династии Пястов — Януша III — Мазовия была присоединена к Польскому королевству.
ДНК-тестирование останков Януша III показало его принадлежность к Y-хромосомной гаплогруппе R1b, характерной для немцев или кельтов.

## Галерея
- Последние князья мазовецкие — Януш, Станислав и Анна
- Отравление последнего мазовецкого князя Януша. Картина Яна Матейко